# Esdras Padilla
Esdras Isaí Padilla Reyes (nacido el 4 de septiembre de 1989 en Tegucigalpa, Honduras) es un futbolista hondureño, Juega de volante mixto y su actual equipo es el Vida de la Liga Nacional de Honduras.

## Trayectoria
Se inició en el  Municipal Valencia en el año 2005. Ese mismo año se fue al Hispano F.C., en donde jugó hasta 2008. Ese mismo año se trasladó al C.D. Motagua, en donde jugó hasta 2013. Luego pasó 2 años en Liga de Ascenso de Honduras y en el año 2015 ascendió con Juticalpa FC. Luego en 2019 pasó a Real de Minas FC y posteriormente fichó con el Club Deportivo y Social Vida en ese mismo año. 

## Selección nacional
Fue internacional con la Selección de fútbol de Honduras en las categorías Sub-20 durante la Copa Mundial de Fútbol Sub-20 de 2009 celebrada en Egipto. Tiempo después se trasladó a la Selección de fútbol sub-23 de Honduras.
Hizo su debut con la selección absoluta hasta el 2 de noviembre de 2016 durante un amistoso contra Belice.

## Clubes
| Club          | País     | Año             |
| ------------- | -------- | --------------- |
| Valencia      | Honduras | 2005            |
| Hispano       | Honduras | 2007 - 2008     |
| Motagua       | Honduras | 2008 - 2013     |
| Independiente | Honduras | 2014            |
| Juticalpa     | Honduras | 2015 - 2018     |
| Real de Minas | Honduras | 2018            |
| Vida          | Honduras | 2019 - Presente |

## Palmarés

### Campeonatos nacionales
| Título           | Club           | País     | Año  |
| ---------------- | -------------- | -------- | ---- |
| Torneo Clausura  | Motagua        | Honduras | 2011 |
| Copa de Honduras | Juticalpa F.C. | Honduras | 2016 |

## Vida privada
Está casado con la modelo Roxana Kafati. Tiene tres hijos, la primera hija se llama Roxana Monique, el segundo hijo se llama Esdras Dominic y el último Santi Gesù. Su hermano Rigoberto Padilla, también es un futbolista reconocido. Esdras también realiza funciones como modelo para diferentes tiendas de ropa y accesorios de cuidado personal. También desempeña el puesto dentro de la junta directiva de la AFHO. 